# Parafia św. Marii Magdaleny i św. Walentego w Lutrach
Parafia św. Marii Magdaleny i św. Walentego w Lutrach – rzymskokatolicka parafia w Lutrach, należąca do archidiecezji warmińskiej i dekanatu Biskupiec Reszelski. 
Kościół parafialny znajduje się we wsi Lutry, a o parafii należą również kaplice w Kikitach, Wągstach i Pierwągach. Wspólnota liczy około 1000 osób. Msze odbywają się w niedziele w godz. 9 i 11 a w dni powszednie o 16.
Proboszczem parafii jest od 2009 r. ks. Lech Kozikowski. 

## Historia
W XIV wieku roku biskup Henryk Sorbom zatwierdził wybudowanie kościoła parafialnego pod wezwaniem św. Walentego. Po pożarze w 1550 roku świątynia w 1580 roku została ponownie konsekrowana przez biskupa Marcina Kromera ku czci św. Marii Magdaleny. Obecny kościół neogotycki (1860–1863) konsekrował w 1893 roku biskup Andrzej Thiel, dodając mu tytuł św. Walentego. 
W kościele znajdują się dwie tablice z nazwiskami poległych mieszkańców parafii, pochodzących z miejscowości: Lutry (Lautern), Wągsty (Wangst), Górkowo (Görkendorf), Kukliki (Krausenstein), Wójtowo (Voigtsdorf), Tejstymy (Teistimmen), Kikity (Kekitten), Pierwągi (Porwangen).
Przy kościele mieści się budynek dawnej dużej plebanii.

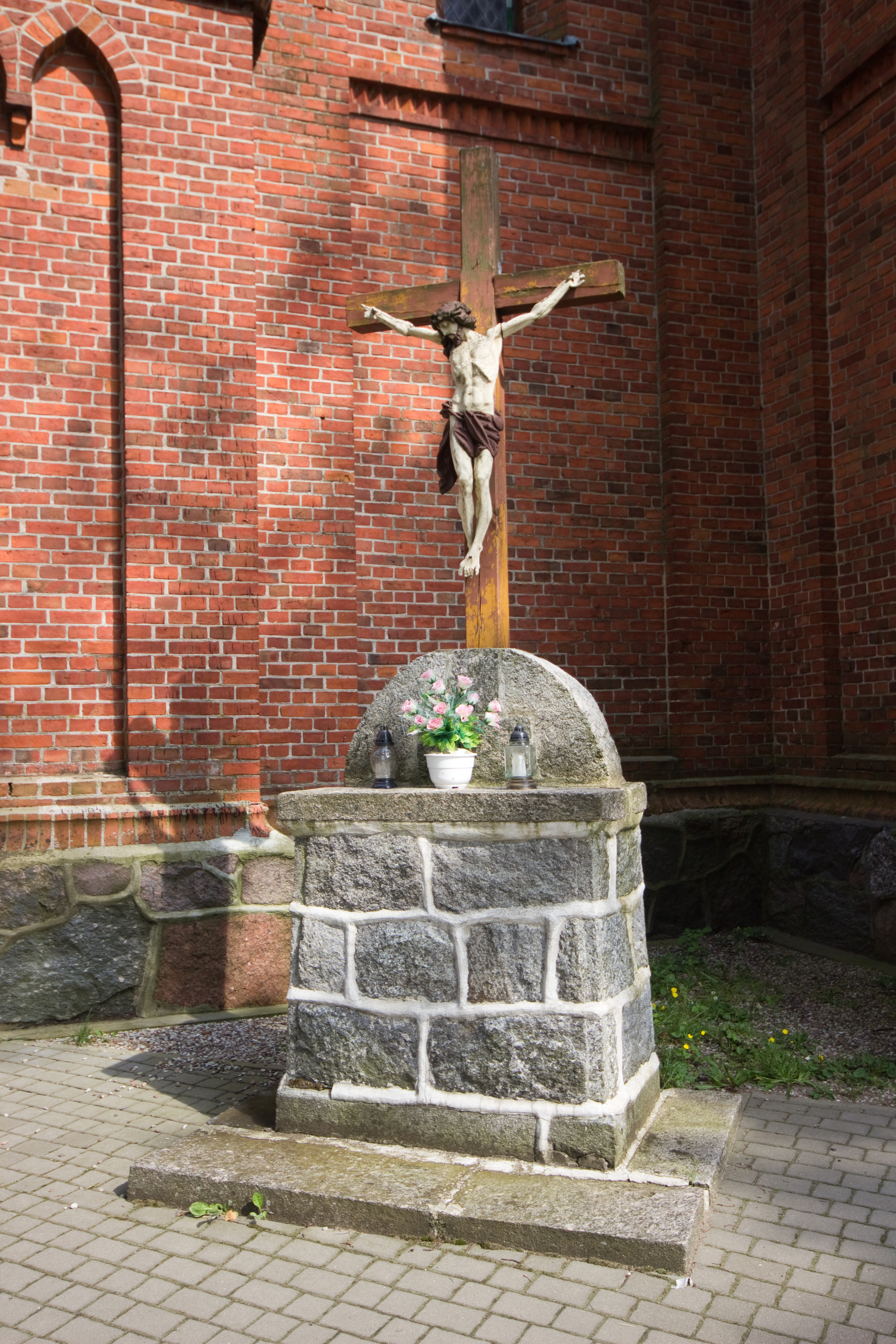
Krzyż przy ścianie kościoła
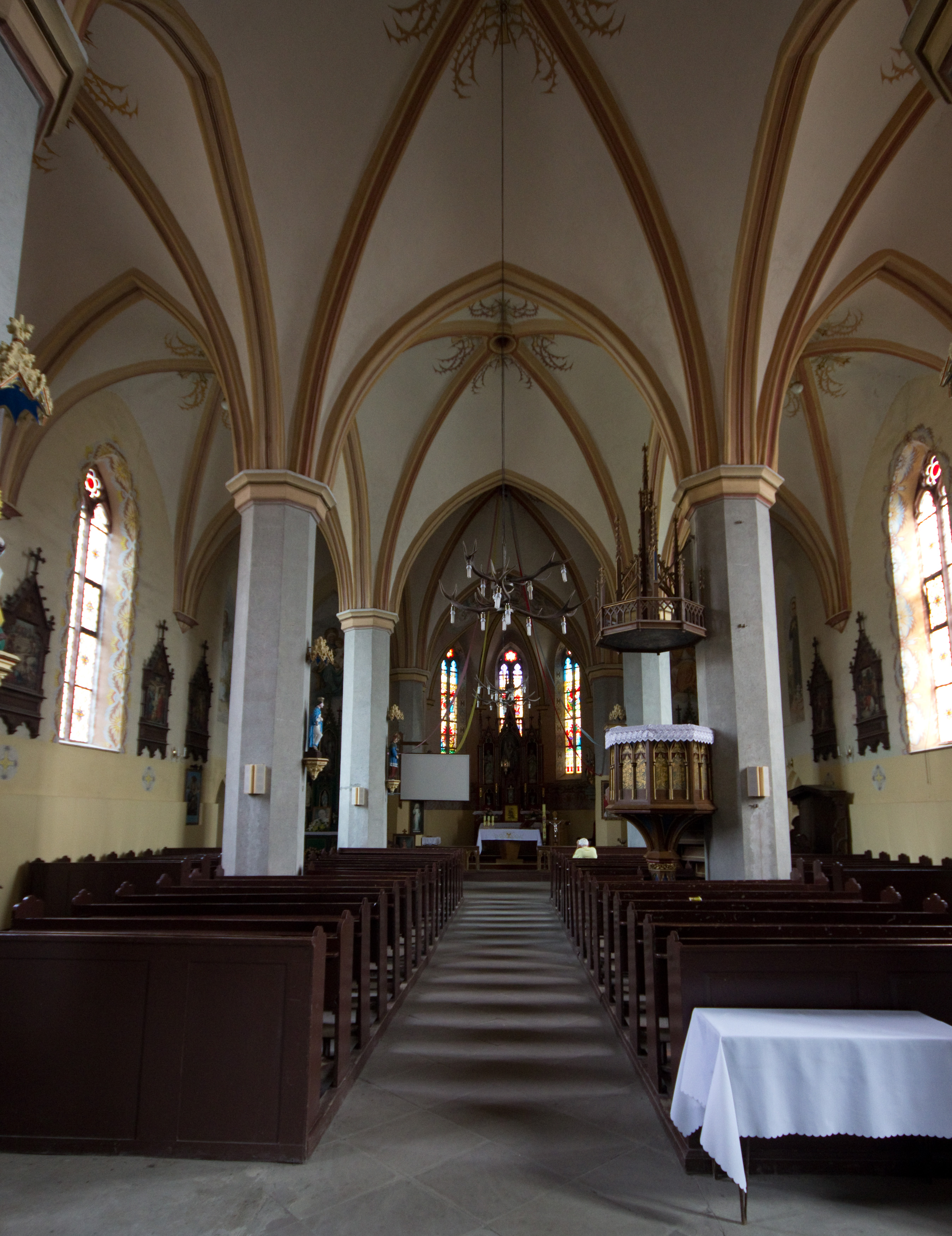
Wnętrze kościoła
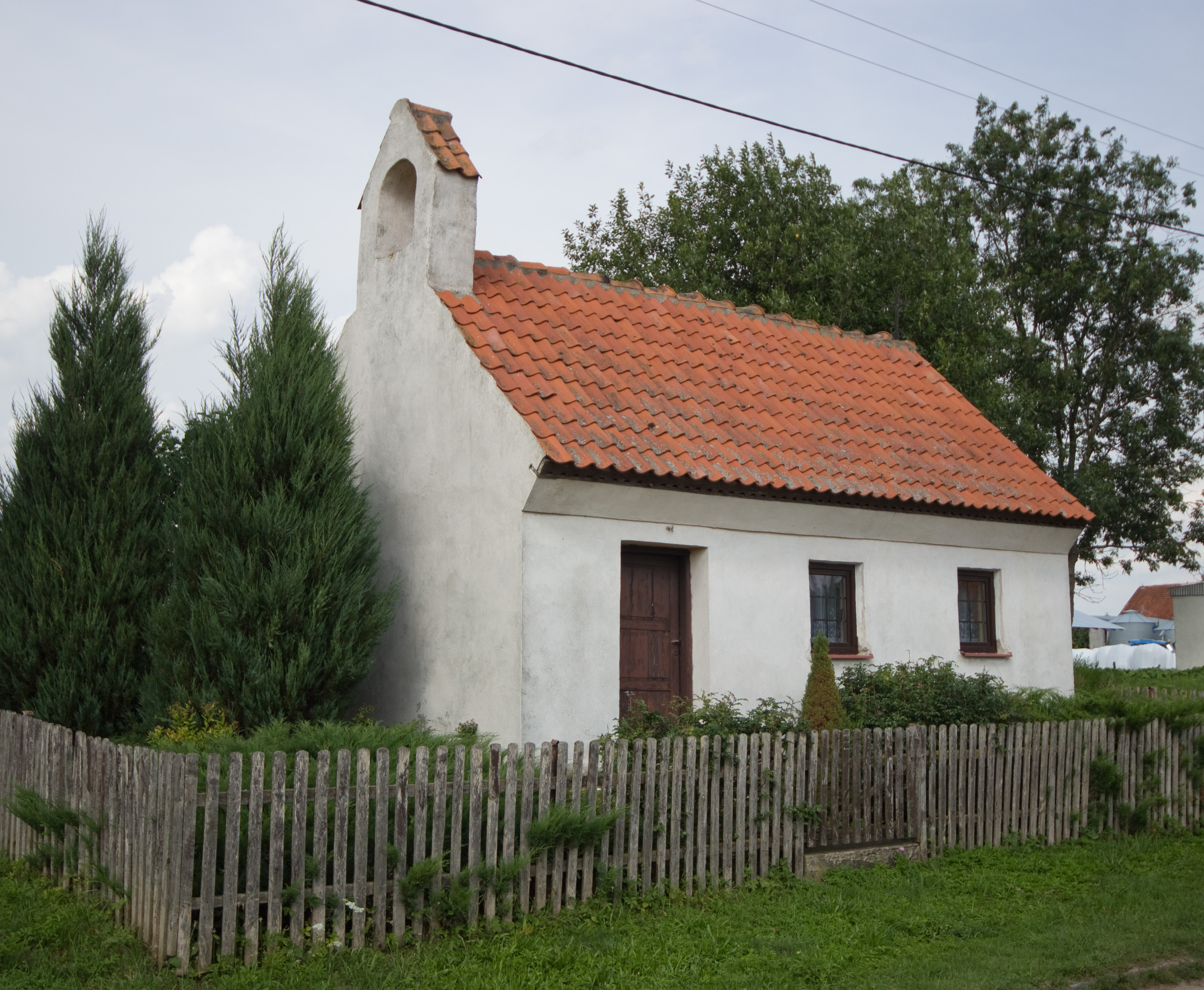
Kaplica filialna w Wągstach
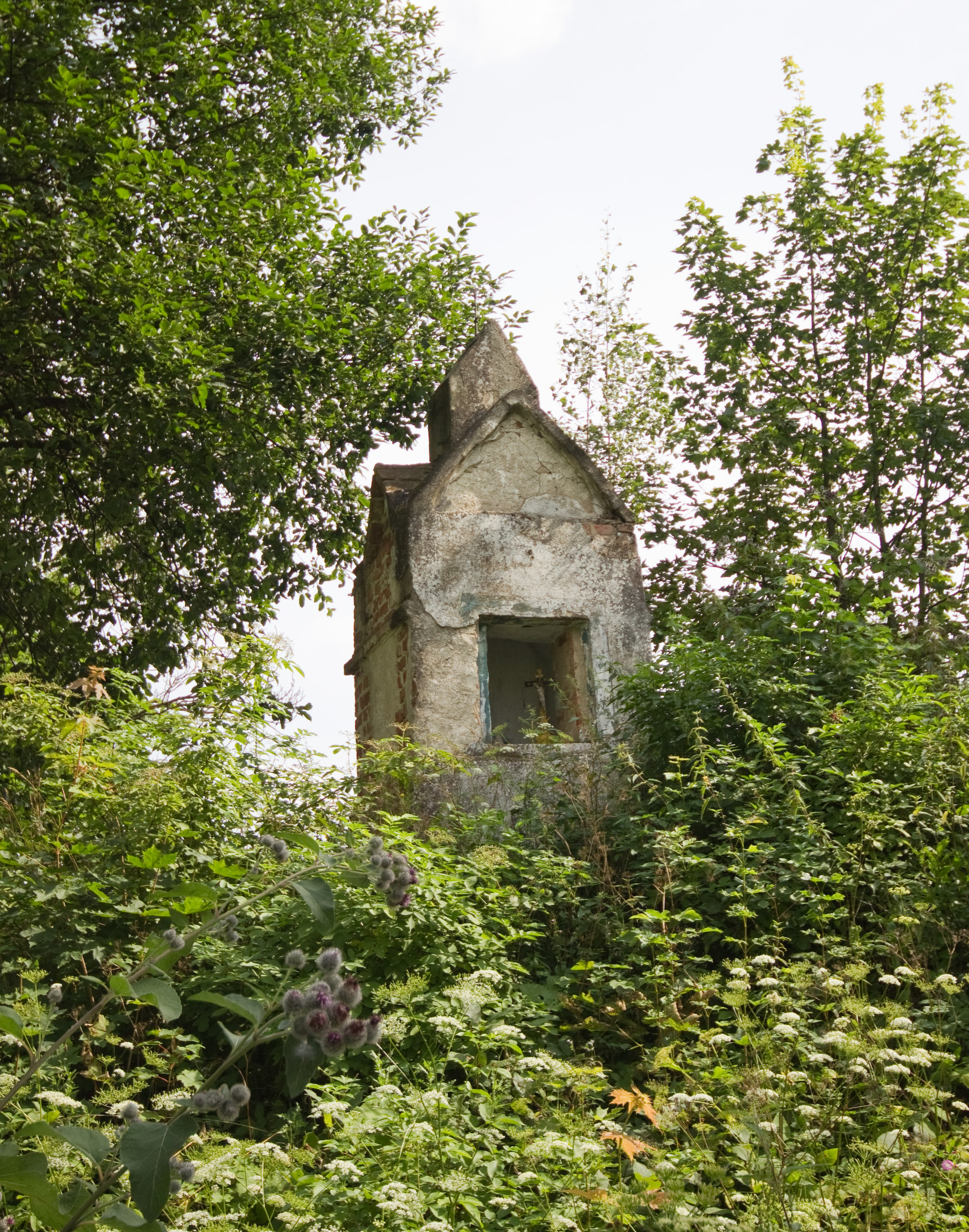
Kapliczka w Pierwągach